# Списък на делегатите на Второто заседание на АСНОМ
Второто заседание на АСНОМ се провежда на 28 – 30 декември 1944 година. С поредица от решения 14, 27 октомври и 3 ноември са кооптирани нови членове на АСНОМ сред които са дейците на ВМОРО и ВМРО (обединена) Александър Мартулков, Кръсте Гермов, Петър Трайков, Димче Зографски и Павел Шатев. Общо са кооптирани нови 10 души. Освен другите делегати присъстват и председателят на Националния комитет за освобождение на Югославия Едвард Кардел, Димитър Влахов, Светозар Вукманович – Темпо, председателят на българския Отечествен фронт Добри Терпешев, представителят на съветската военна мисия майор Инков, и представителите на английската и американската военна мисия – майорите Дикенсън и Милър.

## Президиум на АСНОМ
| Име                    | Занимание                                                         | длъжност             |
| ---------------------- | ----------------------------------------------------------------- | -------------------- |
| Методи Андонов – Ченто | търговец от Прилеп, югославски партизанин                         | председател          |
| Лазар Колишевски       | югославски комунист                                               | първи подпредседател |
| Неджат Аголи           | югославски комунист                                               | втори подпредседател |
| Борис Спиров           | инженер, икономист, банков чиновник от Щип, югославски партизанин | първи секретар       |
| Епаминонда Попандонов  | професор от Струмица, югославски партизанин                       | втори секретар       |

### Министри (Повереници)
| Име             | Занимание                                                                    | длъжност                      |
| --------------- | ---------------------------------------------------------------------------- | ----------------------------- |
| Кирил Петрушев  | типографски работник от Скопие                                               | вътрешни работи               |
| Страхил Гигов   | началник персонално отделение от Велес, югославски партизанин                | индустрия, занаяти и търговия |
| Кирил Мильовски | югославски партизанин                                                        | търговия и снабдяване         |
| Никола Минчев   | югославски партизанин                                                        | изграждане на властта         |
| Петре Пирузе    | адвокат от Охрид, югославски партизанин                                      | правосъдие                    |
| Мире Анастасов  | югославски партизанин                                                        | гори и руди                   |
| Богоя Фотев     | югославски партизанин                                                        | земеделие                     |
| Ацо Петровски   | шивач, подпредседател на стопанската камара от Скопие, югославски партизанин | социална политика             |
| Стерьо Боздов   | деец на ММТРО                                                                | народно здраве                |
| Георги Василев  |                                                                              | строителство                  |
| Киро Глигоров   | югославски партизанин                                                        | финанси                       |
| Димитър Стоянов | югославски партизанин                                                        | просвета                      |

### Членове
| Име                  | Занимание             | длъжност |
| -------------------- | --------------------- | -------- |
| Александър Петрович  |                       | член     |
| Димитър Влахов       | деец на ВМРО (об)     | член     |
| Панко Брашнаров      | деец на ВМРО (об)     | член     |
| Павел Шатев          | деец на ВМРО (об)     | член     |
| Александър Мартулков | деец на ВМРО (об)     | член     |
| Кръсте Гермов        | деец на ВМОРО         | член     |
| Мара Нацева          | югославска партизанка | член     |
| Цветко Узуновски     | югославски партизанин | член     |
| Хасан Шукри          |                       | член     |
| Йован Гелев          | свещеник              | член     |
| Вукашин Попадич      | лекар                 | член     |
| Милош Яковлевич      | лекар                 | член     |
| Димитър Несторов     | лекар                 | член     |
| Кемал Сейфула        | югославски партизанин | член     |
| Младен Георгиев      | земеделец от Челопек  | член     |
| Веселинка Малинска   | югославска партизанка | член     |

## Членове на АСНОМ[2]
| Име                    | Занимание                                                         | Населено място |
| ---------------------- | ----------------------------------------------------------------- | -------------- |
| Кемал Аголи            | студент по философия от Дебър, югославски партизанин              |                |
| Александър Георгиев    | инженер                                                           | Гостивар       |
| Михайло Апостолски     | генерал-майор, командир на НОВ и ПОМ от Щип                       |                |
| Атанас Атанасов        | работник, български партизанин                                    | Петрич         |
| Вера Ацева             | домакиня от Прилеп, югославска партизанка                         |                |
| Бане Андреев – Ронката | югославски партизанин, политически комисар на Главния щаб         | Велес          |
| Мино Богданов          | чиновник, югославски партизанин                                   | Велес          |
| Димче Беловски         | чиновник, югославски партизанин                                   | Щип            |
| Петре Богданов – Кочко | оперен певец, югославски партизанин                               | Скопие         |
| Илия Божиновски        | чиновник                                                          | Ресен          |
| Ванчо Бурзевски        | чиновник, югославски партизанин                                   | Свети Никола   |
| Борис Алексовски       | югославски партизанин                                             | Кичево         |
| Страхил Байовски       | учител                                                            | Берово         |
| Борис Арсов            | адвокат, югославски партизанин                                    | Крива Паланка  |
| Любчо Арсов            | инженер, икономист, банков чиновник от Щип, югославски партизанин |                |
| Йордан Блажевски       | инженер                                                           | Тетово         |
| Борис Атков            | чиновник                                                          | Скопие         |
| Боян Станев            | инженер                                                           | Щип            |
| Васил Григоров Василев | работник, български партизанин                                    | Петрич         |
| Вельо Манчевски        | свещеник, югославски партизанин                                   | Брощица        |
| Георги Гаврилски       | лекар                                                             | Свети Никола   |
| Георги Шоптраянов      | професор                                                          | Велес          |
| Глигор Ташков          | инженер                                                           | Скопие         |
| Божидар – Даре Джамбаз | аптекар                                                           | Прилеп         |
| Димитър Бояджиев-Таки  |                                                                   | Скопие         |
| Димче Зографски        | деец на ВМРО (об)                                                 | Велес          |
| Донка Гецоска          |                                                                   | Породин        |
| Дончо Арсов            | чиновник                                                          | Щип            |
| Иван Алтъпармаков      |                                                                   | Битоля         |
| Иван Дойчинов          | югославски партизанин                                             | Гевгели        |
| Илия Топаловски        | югославски партизанин                                             | Битоля         |
| Киро Жерновски         | инженер                                                           | Скопие         |
| Любе Тренков           | земеделец                                                         | Ропотово       |
| Мария Коробарова       | учителка                                                          | Велес          |
| Методи Гогов           | свещеник                                                          | Ново село      |
| Мехмед Мехмеди         | югославски партизанин                                             | Заяс           |
| Мире Анастасов         | югославски партизанин                                             | ?              |
| Петър Трайков          | деец на ВМРО                                                      | Върбени        |
| Реджа Рушит Лимани     | югославски партизанин                                             | Заяс           |
| Стамат Дуковски        | търговец                                                          | Скопие         |
| Трайчо Чундев          | деец на ВМРО                                                      | Подлес         |
| Яков Саравич           | лекар                                                             | Баня Лука      |
| Христо Баялцалиев      | чиновник, български партизанин                                    | Солун          |
| Атанас Бойков          | командир на Струмишкия отряд                                      | Богданци       |
| Живко Брайковски       | земеделец, югославски партизанин                                  | Беличица       |
| Наум Веслиевски        | подпоручик, заместник-командир на III -та бригада                 | Ресен          |
| Никола Вражалски       | кандидат адвокат                                                  | Кочани         |
| Кирил Георгиевски      | инженер-архитект в Скопска община, югославски партизанин          | Прилеп         |
| Лазар Гиновски         | земеделец, югославски партизанин                                  | Белчища        |
| Методи Панов Джунов    | земеделец                                                         | Ваташа         |
| Туше Делииванов        | деец на ВМОРО                                                     | Кукуш          |
| Димитър Зафировски     | журналист, деец на БКП                                            | Гевгели        |
| Георги Ивановски       | учител, югославски партизанин                                     | Подмочани      |
| Илия Илиевски-Цветан   | адвокат, югославски партизанин                                    | Битоля         |
| Стоилко Иванов         | учител                                                            | Ораов дол      |
| Васил Ивановски        | работник, партизанин                                              | Головраде      |
| Коста Яшмаков          | капитан, началник на щаб на III бригада                           | Битоля         |
| Васко Карангелевски    | заместник-командир на V бригада, земеделец                        | Битоля         |
| Томо Кутурец           | чиновник, югославски партизанин                                   | Крушево        |
| Маца Карбева           | домакиня                                                          | Велес          |
| Лазар Калайджийски     | работник, югославски партизанин                                   | Неготино       |
| Кирил Тошев Кръстев    | работник, югославски партизанин                                   | Прилеп         |
| Васил Калайджиевски    | съдия                                                             | Вевчани        |
| Душан Лукаров          | работник                                                          | Скопие         |
| Благое Левко           | адвокат                                                           | Велес          |
| Генади Илиев Лешков    | земеделец от Дреново                                              |                |
| Вельо Манчевски        | свещеник, член на Главния щаб на НОВ и ПОМ                        | Брощица        |
| Петър Манговски        | адвокат, югославски партизанин                                    | Велушина       |
| Лазар Мойсов           | студент по право, югославски партизанин                           | Неготино       |
| Благоя Минов           | работник                                                          | Струмица       |
| Кирил Михайловски      | учител, югославски партизанин                                     | Виница         |
| Димитър Миовски        | лекар в железничарска болница                                     | Скопие         |
| Венко Марковски        | поет от Скопие                                                    |                |
| Владо Малески          | студент по право, югославски партизанин                           | Струга         |
| Никола Мицев           | ветеринарен лекар бактериолог, югославски партизанин              | Кратово        |
| Борис Милевски         | поручик, командир на артилерийска бригада                         | Щип            |
| Димитри Манджовски     | земеделец                                                         | Костур         |
| Тихомир Милошевски     | майор, командир на III македонска бригада                         | Битуше         |
| Мино Минов             | работник                                                          | Маврово        |
| Нестор Несторов        | лекар                                                             | Битоля         |
| Наум Наумовски         | политически комисар на II бригада                                 | Крушево        |
| Панче Неделковски      | подполковник, заместник-командир на Главния щаб на НОВ и ПОМ      | Скопие         |
| Тодор Ношпал           | търговец                                                          | Прилеп         |
| Владимир Полежиноски   | доктор и правист от Кичево, югославски партизанин                 | секретар       |
| Елисие Поповски        | банков чиновник                                                   | Маврово        |
| Иван Василев Палифров  | председател на Окръжния НОО                                       | Просениково    |
| Вангел Чукалевски      | югославски партизанин                                             | Битоля         |
| Лиляна Чаловска        | студентка от Битоля, югославска партизанка                        |                |
| Боро Чаушев            | работник, югославски партизанин                                   | Неготино       |
| Емануил Чучков         | директор на гимназия в Скопие от Щип, югославски партизанин       |                |
| Кирил Чаулев           | студент, югославски партизанин                                    | Охрид          |
| Борис Чушкаров         | учител, политически комисар на III бригада                        | Куманово       |
| Петър Шанданов         | деец на ВМОРО                                                     |                |